# Horst Fischer
Horst Paul Silvester Fischer (Dresda, 31 dicembre 1912 – Lipsia, 8 luglio 1966) è stato un medico, militare e criminale di guerra tedesco membro delle SS che partecipò alla gestione del campo di concentramento di Auschwitz durante la Seconda guerra mondiale.
Selezionò almeno 70.000 prigionieri da uccidere nelle camere a gas. Sebbene abbia evitato di essere scoperto subito dopo la guerra, i crimini di Fischer vennero alla luce alla fine degli anni cinquanta. Dopo averlo rintracciato, Fischer fu arrestato da agenti della polizia segreta della Repubblica Democratica Tedesca nel 1965. In un caso pubblico di alto profilo, giudicato direttamente dalla Corte Suprema della Germania Est, Fischer, il più alto medico di campo di concentramento mai processato davanti a un tribunale tedesco, fu riconosciuto colpevole di crimini contro l'umanità e condannato a morte. Fu giustiziato con la ghigliottina nel 1966, l'ultima persona ad essere giustiziata in questo modo al di fuori della Francia.

## Biografia
Fischer nacque a Dresda il 31 dicembre 1912, ma rimase orfano e fu allevato da altri parenti, con i quali, in seguito, si trasferì a Berlino. Si unì alle SS nel 1933 e al Partito Nazionalsocialista Tedesco dei Lavoratori quattro anni dopo. Dopo aver frequentato la scuola di medicina all'Università Humboldt di Berlino, Fischer si laureò in medicina nel 1937 e nel 1939 iniziò a lavorare come medico per le SS. Il 1º maggio 1940, Fischer fu promosso Untersturmführer e divenne membro delle forze armate delle SS. Partecipò alle prime fasi dell'Operazione Barbarossa, ma fu richiamato dal fronte nel 1942, dopo essersi ammalato di tubercolosi. A Fischer fu offerto un lavoro nel campo di concentramento di Auschwitz, che accettò. Nel gennaio 1942, Fischer fu promosso Obersturmführer, e il 21 giugno 1944, Hauptsturmführer, diventando così uno dei medici SS di più alto livello ad Auschwitz.

## Crimini di guerra e processo

### Crimini di guerra
Fischer fu trasferito ad Auschwitz nel novembre 1942. Dal novembre 1943 al settembre 1944 fu anche il medico principale dell'infermeria del campo di lavoro di Monowitz. Durante la sua permanenza nel campo di concentramento di Auschwitz e nei suoi sottocampi, Fischer fu complice degli omicidi di decine di migliaia di prigionieri, bambini inclusi, specialmente disabili, eseguendo selezioni sulla rampa, nell'ospedale della prigione, nei campi di appello, nelle caserme e tra le unità di lavoro. A un certo punto della sua permanenza ad Auschwitz, Fischer avrebbe, secondo diverse fonti, affermato: "Siamo andati così lontano che non possiamo più tornare indietro". Fischer supervisionava anche la gassazione delle vittime che sceglieva per la morte e le successive disinfezioni. Fischer permise anche l'uso della fustigazione dei prigionieri per almeno 71 volte.

### Arresto
Dopo la guerra, Fischer si fece rimuovere il tatuaggio del gruppo sanguigno delle SS per evitare di essere scoperto, e continuò poi la sua carriera medica nella Repubblica Democratica Tedesca per 20 anni. Si sposò, ebbe quattro figli e visse come un cittadino della classe media tedesca. Fischer esercitava la professione medica in campagna sotto falso nome, facendo esami e vaccinazioni ai bambini dell'asilo. Sebbene Fischer tenesse segreti i suoi crimini, secondo quanto riferito, credeva che fosse passato abbastanza tempo da non essere punito. Nel 1959, un funzionario della Germania Ovest ricevette materiale su ciò che Fischer aveva fatto ad Auschwitz e quindi, il 6 aprile 1960, un tribunale speciale allestito a Ludwigsburg emise un mandato di arresto per Fischer, senza però riuscire a rintracciarlo. Fischer, tuttavia, attirò l'attenzione su di sé attraversando il confine con la Germania Ovest e parlando negativamente della Germania Est. La Stasi venne a conoscenza dei crimini di Fischer nell'aprile 1964. L'11 giugno 1965, la Stasi arrestò Fischer con il pretesto di indagare su un incidente stradale e, temendo che tentasse di fuggire o che si suicidasse, i funzionari non rivelarono la loro reale indagine fino a quando Fischer non fu rinchiuso nella prigione di Hohenschönhausen. Lì Fischer fu interrogato per un periodo di sette mesi.

### Processo ed esecuzione
Il processo iniziò il 10 marzo 1966 e in breve tempo il caso passò e fu giudicato direttamente dalla Corte Suprema della Repubblica Democratica Tedesca.  Per diversi capi d'accusa in cui le prove erano più deboli, il pubblico ministero fu costretto a basarsi sulle dichiarazioni dello stesso Fischer. Anche i suoi registri personali e gli schizzi sono stati utilizzati come prove. Il processo durò circa una settimana e Fischer fu dichiarato colpevole di crimini contro l'umanità. Sperando in una condanna all'ergastolo in caso di confessione, Fischer collaborò pienamente alle indagini. Ammise che gli omicidi, e l'Olocausto in generale, erano premeditati. Disse che i deportati venivano sfruttati come schiavi fino a quando non erano più in grado di lavorare e poi uccisi. Tuttavia, il tribunale decise che doveva essere giustiziato. Dopo che il presidente del Consiglio di Stato Walter Ulbricht rifiutò di concedergli la grazia richiesta, Fischer fu giustiziato con la ghigliottina a Lipsia l'8 luglio 1966.